# Sarah Blaffer Hrdy
Sarah Hrdy (geboren Blaffer; Dallas, 11 juli 1946) is een Amerikaans primatoloog, antropoloog en auteur.
Blaffer Hrdy leverde belangrijke bijdragen in de evolutionaire psychologie en sociobiologie. Ze droeg bij aan een beter begrip van de evolutionaire invloed op vrouwelijk gedrag.

## Biografie
Blaffer werd geboren in Texas in 1946. Ze groeide op in Houston en ging er naar de 'St. John's School'. In 1969 behaalde Blaffer aan het 'Radcliffe College' een Bachelor of Arts in de antropologie cum laude. Ze huwde Daniel Hrdy in 1972 en kreeg drie kinderen met hem. Blaffer Hrdy doctoreerde in 1975 aan de Harvard-universiteit met een proefschrift over de Voor-Indische hoelman. Tot 1979 deed ze geregeld onderzoekswerk in India maar werd ziek waarna ze tot 1984 les gaf in Harvard. Dat jaar werd ze professor antropologie aan de universiteit van Californië - Davis. Sinds 1996 is ze professor emeritus maar blijft betrokken bij de 'Animal Behavior Graduate Group'. Blaffer Hrdy woont met haar man in Californië en baat er de walnootplantage 'Citrona Farms' uit.

## Onderzoek
In haar vroege werk bestudeerde Blaffer Hrdy de Voor-Indische hoelman. Ze stelde dat kinderdoding bij primaten een vorm van seksuele selectie is en niet het gevolg van een te hoge bevolkingsdichtheid zoals voorheen werd aangenomen. Mannetjes doden de jongen waarmee ze geen familiale banden hebben opdat de vrouwtjes niet meer hoeven te zogen en sneller terug vruchtbaar en beschikbaar voor de eigen voortplanting zijn. Vrouwelijke promiscuïteit zou een tegenstrategie zijn. Mannetjes kunnen daardoor niet zeker zijn over de afkomst van de jongen. De hypothese veroorzaakte aanvankelijk nogal wat controverse maar die werd na verder onderzoek geleidelijk aan minder.
Vervolgens onderzocht Blaffer Hrdy waarom de mens zich als enige primaat voortplant alvorens het nageslacht op eigen kracht kan overleven. Volgens haar danken we die versnelde voortplanting aan coöperatieve broedzorg. Kinderen die het best met hulpmoeders konden communiceren overleefden de natuurlijke selectie wat leidde tot groeiende sociale vaardigheden bij de mens. Taal en andere specifiek menselijke sociale vermogens zouden zich op die manier ontwikkeld hebben.